# Лос-Серрільйос (Нью-Мексико)
Лос-Серрільйос (англ. Los Cerrillos) — переписна місцевість (CDP) в США, в окрузі Санта-Фе штату Нью-Мексико. Населення — 258 осіб (2020).

## Географія
Лос-Серрільйос розташований за координатами 35°25′38″ пн. ш. 106°7′16″ зх. д. / 35.42722° пн. ш. 106.12111° зх. д. (35.427161, -106.121142).  За даними Бюро перепису населення США в 2010 році переписна місцевість мала площу 8,69 км², уся площа — суходіл.

## Демографія
Згідно з переписом 2010 року, у переписній місцевості мешкала 321 особа в 153 домогосподарствах у складі 82 родин. Густота населення становила 37 осіб/км².  Було 188 помешкань (22/км²).
Расовий склад населення:
| - 89,4 % — білих - 1,9 % — корінних американців - 1,2 % — чорних або афроамериканців - 1,2 % — азіатів - 4,4 % — осіб інших рас |

До двох чи більше рас належало 1,9 %. Частка іспаномовних становила 38,3 % від усіх жителів.
За віковим діапазоном населення розподілялося таким чином: 15,9 % — особи молодші 18 років, 63,5 % — особи у віці 18—64 років, 20,6 % — особи у віці 65 років та старші. Медіана віку мешканця становила 51,8 року. На 100 осіб жіночої статі у переписній місцевості припадало 100,6 чоловіків;  на 100 жінок у віці від 18 років та старших — 87,5 чоловіків також старших 18 років.
За межею бідності перебувало 6,7 % осіб, у тому числі 0,0 % дітей у віці до 18 років та 4,0 % осіб у віці 65 років та старших.
Цивільне працевлаштоване населення становило 168 осіб. Основні галузі зайнятості: науковці, спеціалісти, менеджери — 25,0 %, мистецтво, розваги та відпочинок — 23,8 %, освіта, охорона здоров'я та соціальна допомога — 20,8 %.